# Abu Taixufín II
Abu-Taixufín (II) ibn Abi-Hammú o, més senzillament, Abu-Taixufín II (1351-1393), fou emir de la dinastia abdalwadita de Tremissèn (Tlemcen).
Va viure de jove a Nedroma, i després de la fugida del seu pare Abu Hammu (II) a Tunis el 1352, fou portat pels marínides a Fes. Va retornar a Tlemcen el 1359 quan el seu pare va pujar al tron, i allí va rebre tota mena d'atencions de pare i la família. Estava impacient per regnar i va tractar de desfer-se del seu pare; va organitzar un complot en què Abu Hammu II fou empresonat a Orà, però es va escapar. Després el va convèncer d'anar de peregrinatgio, però va tornar en triomf. Finalment, al front de forces posades a la seva disposició pels marínides, va atacar Tlemcen el 1389; Abu Hammu va morir en batalla el 21 de novembre de 1389 i Abu Taixufín II fou proclamat emir.
Va actuar com un fidel vassall marínida, i va romandre lleial fins a la seva mort el 29 de maig de 1393. El va succeir el seu fill Abu Thàbit II enderrocat al cap de molt poc pel seu oncle Abu-l-Hajjadj I.